# Amphidrausini
Amphidrausini è una tribù di ragni appartenente alla sottofamiglia Euophryinae della famiglia Salticidae.

## Distribuzione
I due generi oggi noti di questa tribù sono diffusi principalmente in America meridionale (in particolare Argentina e Brasile); del solo genere Nebridia, due delle quattro specie note sono state reperite sull'isola di Hispaniola.

## Tassonomia
A dicembre 2010, gli aracnologi riconoscono 2 generi appartenenti a questa tribù:
- Amphidraus Simon, 1900 — Brasile, Argentina, Bolivia (4 specie)
- Nebridia Simon, 1902 — Venezuela, Argentina, Hispaniola (4 specie)